# Dąbrówno (województwo warmińsko-mazurskie)
Dąbrówno (niem. Gilgenburg) – wieś w Polsce położona w województwie warmińsko-mazurskim, w powiecie ostródzkim, w gminie Dąbrówno, w zachodniej części Mazur. Siedziba gminy Dąbrówno. Dawniej miasto (do końca lipca 1946). W latach 1975−1998 miejscowość administracyjnie należała do województwa olsztyńskiego.
Miejscowość położona jest na obszarze Garbu Lubawskiego na przesmyku między jeziorami Dąbrowa Mała i Dąbrowa Wielka i łączącym je kanałem Welu. Znajdują się tu przystanek PKS, ośrodek zdrowia, apteka, bank, poczta, stacja benzynowa, restauracja, bary, sklepy, ośrodki wypoczynkowe.

## Historia
Tereny te zamieszkiwało pruskie plemię Sasinów, a następnie zostały skolonizowane przez polskich osadników pochodzących z ziemi chełmińskiej i staropruskich z Pomezanii. Zamek został zbudowany przez Krzyżaków w 1319 r. w miejscu staropruskiego grodu obronnego. Przy zamku powstała osada Ylienburg, która w 1326 r. otrzymała prawa miejskie od komtura dzierzgońskiego – Luthra von Braunschweiga. Przez Dąbrówno w tamtym czasie prowadził szlak handlowy z Mazowsza do Elbląga i Gdańska. Zamek był od 1325 siedzibą wójta krzyżackiego podlegającego komturowi dzierzgońskiemu, a od 1341 ostródzkiemu. Na przełomie XIV i XV wieku powstała pierwsza szkoła miejska. 

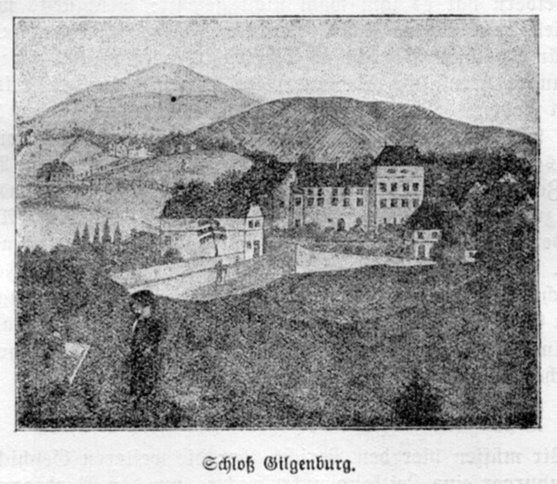
Dawny widok zamku w Dąbrównie

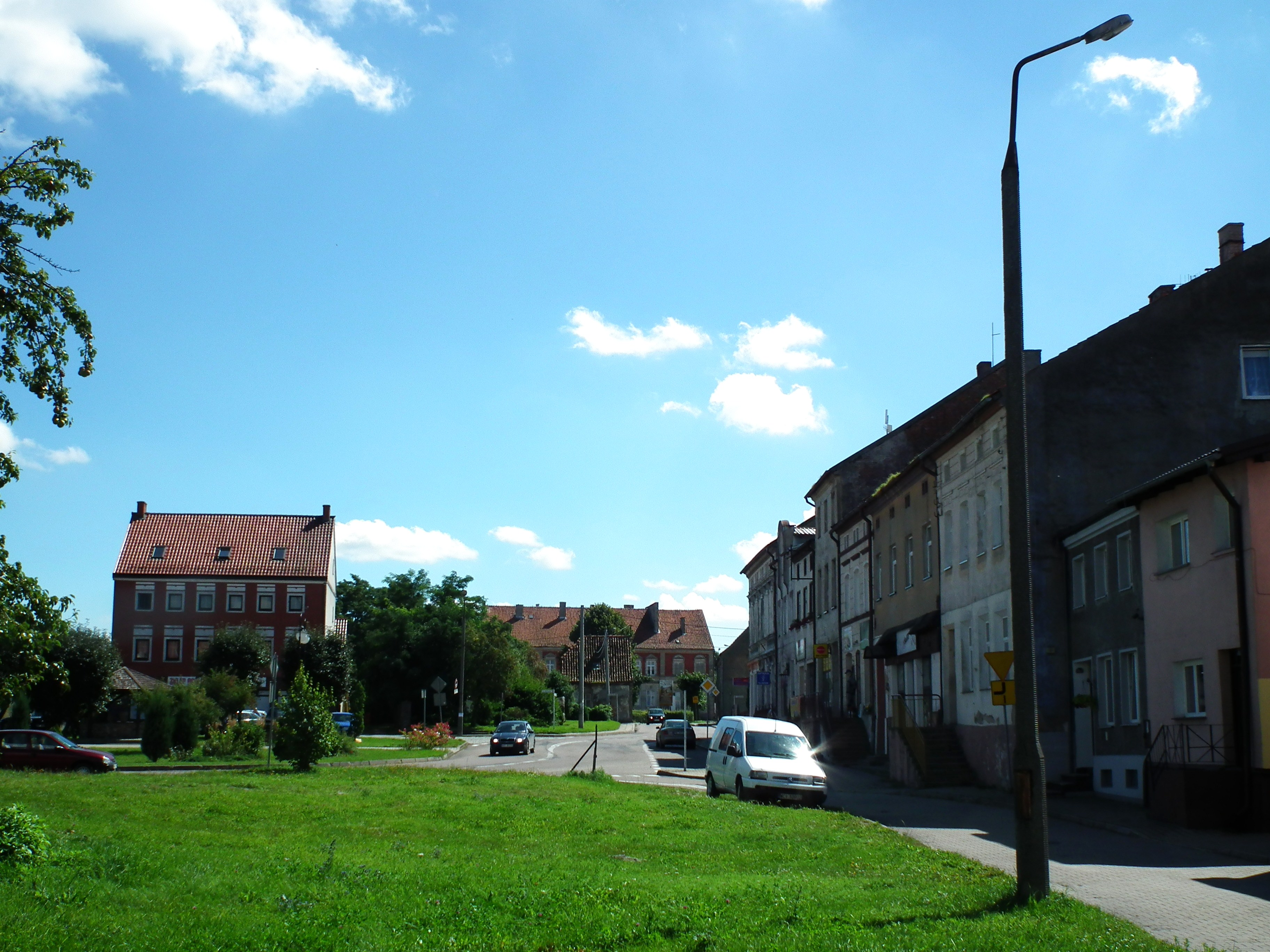
Rynek

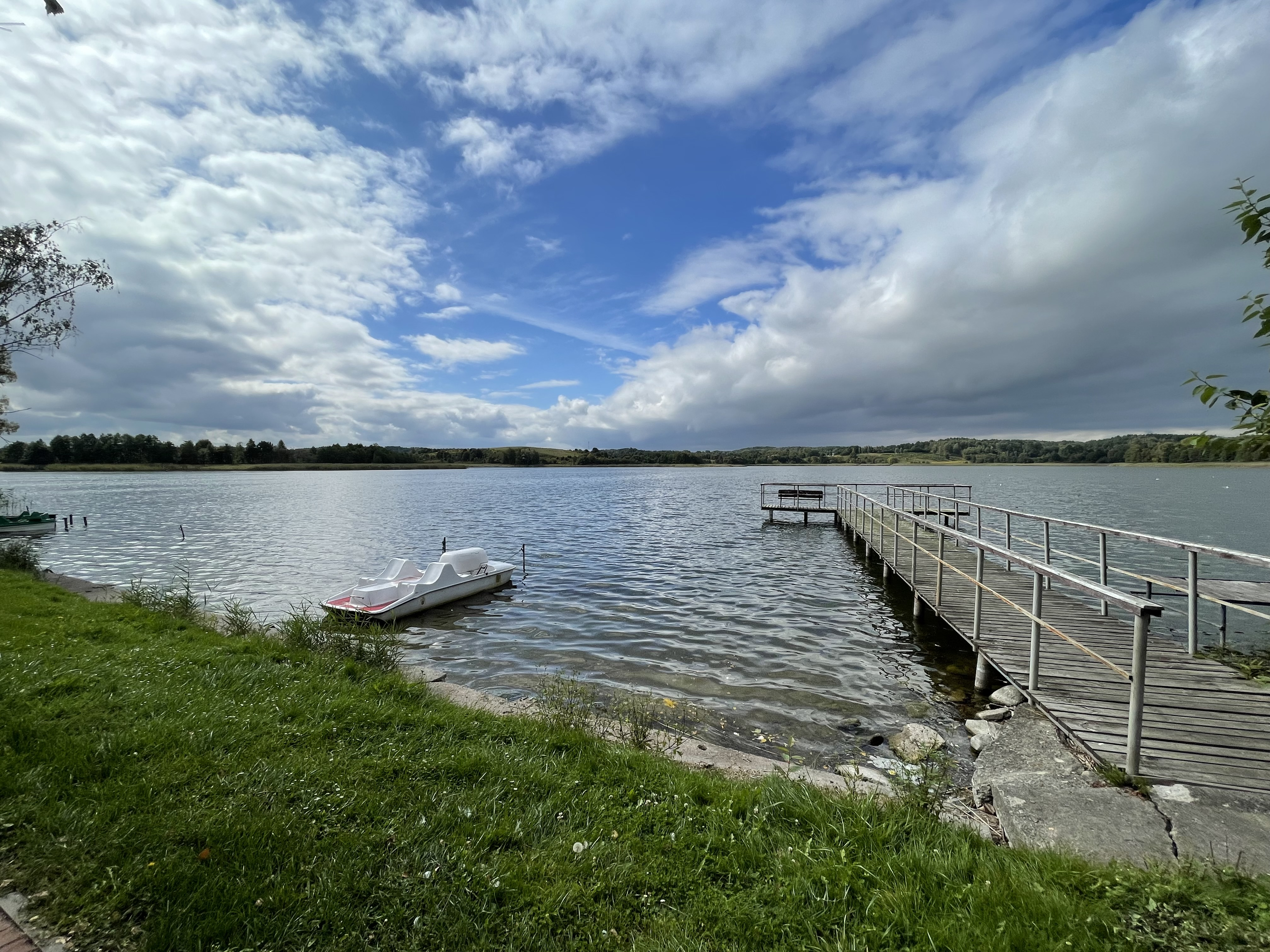
Dąbrowa Mała (jezioro)

W lipcu 1410 r. na dwa dni przed bitwą grunwaldzką miasto zostało zdobyte i spalone przez wojska Władysława Jagiełły. W XV w. sędzią ziemskim był tu Piotr Bażyński z Elgnowa (ojciec Jana i Ścibora – założycieli Związku Pruskiego). W 1444 miasto przystąpiło do antykrzyżackiego Związku Pruskiego, na prośbę którego w 1454 król Kazimierz IV Jagiellończyk ogłosił wcielenie regionu z miastem do Królestwa Polskiego. W 1519 miasto zdobyły wojska polskie, ale mimo tego po hołdzie pruskim w 1525 r. miejscowość została starostwem pod władzą pruskiego księcia, lennika polskiego i należała do rodów magnackich: Gablentzów, Olesnitzów i najdłużej (1572–1831) do Finck von Finckensteinów. W 1568 zakończono budowę kościoła protestanckiego dla Polaków. W XVI wieku osiedlili się tu wygnani z Czech bracia czescy (w latach 1548–1564). W 1656 roku miasto zostało spalone przez Tatarów posiłkowanych przez wojska hetmana Wincentego Aleksandra Gosiewskiego. Rok później zakończył się okres zwierzchnictwa polskiego i miasto znalazło się w granicach państwa brandenbursko-pruskiego, w 1701 przekształconego w Królestwo Prus. Dąbrówno było jednym z najsilniejszych ośrodków polskości na Mazurach, ale nigdy nie przekształciło się w ośrodek miejski o dużym znaczeniu. Rozwinięte było sukiennictwo, w 1802 pracowało 17 warsztatów, ponadto pracowali kapelusznicy oraz tkalnie płótna i przędzy wełnianej. Pod koniec XIX wieku zostało lokalnym ośrodkiem handlu, cztery razy w roku odbywały się jarmarki kramarskie, bydlęce i konne. W 1825 r. na 1171 mieszkańców tylko 431 mówiło po niemiecku. W 1880 Dąbrówno osiągnęło największą w historii liczbę mieszkańców, w mieście mieszkało 1859 osób. Od 1892 do 1900 r. katolickim proboszczem był tu ksiądz Antoni Wolszlegier, działacz niepodległościowy wybrany w 1893 r. z ramienia ludności polskiej na posła do parlamentu pruskiego. W 1910 uzyskało połączenie kolejowe z Ostródą i Działdowem (istniało do 1945).
W końcu sierpnia 1914 r. w okolicach Dąbrówna rozegrała się tak zwana I bitwa mazurska (zobacz: Bitwa pod Tannenbergiem). W odległym o 4 km Osiekowie znajdował się jeden z większych cmentarzy wojennych z tego okresu. W roku 1945 Dąbrówno zostało zniszczone w 80% i utraciło prawa miejskie. W czasach Polski Ludowej działała we wsi izba porodowa, apteka, punkt weterynaryjny, kino, powstała piekarnia, masarnia i zakład mleczarski.
W latach 1954–1972 wieś należała i była siedzibą władz gromady Dąbrówno. W latach 1975−1998 miejscowość administracyjnie należała do województwa olsztyńskiego.

## Demografia
- 1405 - 450 osób;
- 1579 - 570 osób;
- 1785 - 900 osób;
- 1825 - 1171 osób;
- 1880 - 1859 osób;
- 1890 - 1751 osób;
- 1936 - 1718 osób;
- 1961 - 1723 osób.

## Zabytki
- Ruiny zamku krzyżackiego. Zamek wybudowany w 1319 r. (skrzydło północne). Po lokacji miasta zamek włączono do systemu obwarowań miejskich. W 1410 zamek został spalony, odbudowany następnie w początkach XVI w. W latach 1683–1696 Finckensteinowie przebudowali go na barokową rezydencję, dobudowując skrzydło wschodnie i południowe, a całość otoczono parkiem. W wieku XX zamek przeszedł na własność rodziny Straussów, która zamieszkiwała go do 1945 r., kiedy zamek został spalony i zrujnowany
- Kościół parafialny (obecnie metodystyczny), zbudowany w latach 1325–1350, przebudowywany w XVII i XVIII w., szczyt zachodni neogotycki (1842). W 1697 dobudowano mauzoleum Finckenstenów. Nad wejściem do zakrystii znajduje się barokowa, bogato polichromowana empora rodu Finckensteinów z 1724. Płyty nagrobne Olesnitzów i Finckensteinów z XVi i XVII w. Strop nawy pokrywa barokowa polichromia z ok. 1730, ze scenami: Chrzest w Jordanie, Ostatnia Wieczerza, Pascha oraz postacie proroków i alegorie cnót.
- Baszta przy kościele metodystycznym
- Kościół katolicki pw. św. Jana Nepomucena i Niepokalanego Poczęcia Najświętszej Maryi Panny, neogotycki z drugiej połowy XIX wieku.
- Fragmenty murów miejskich z XIV w., zachowały się przy ul. Tylnej, Grunwaldzkiej, przy zamku i wzdłuż jeziora.
- Kamieniczki z XIX w. – przy ul. Kościelnej i Kościuszki
- Synagoga z XIX w.
- Kwatera żołnierzy na dawnym cmentarzu ewangelickim poległych podczas I wojny światowej
- Pozostałości stacji kolejowej i wieża wodna z początku XX wieku.

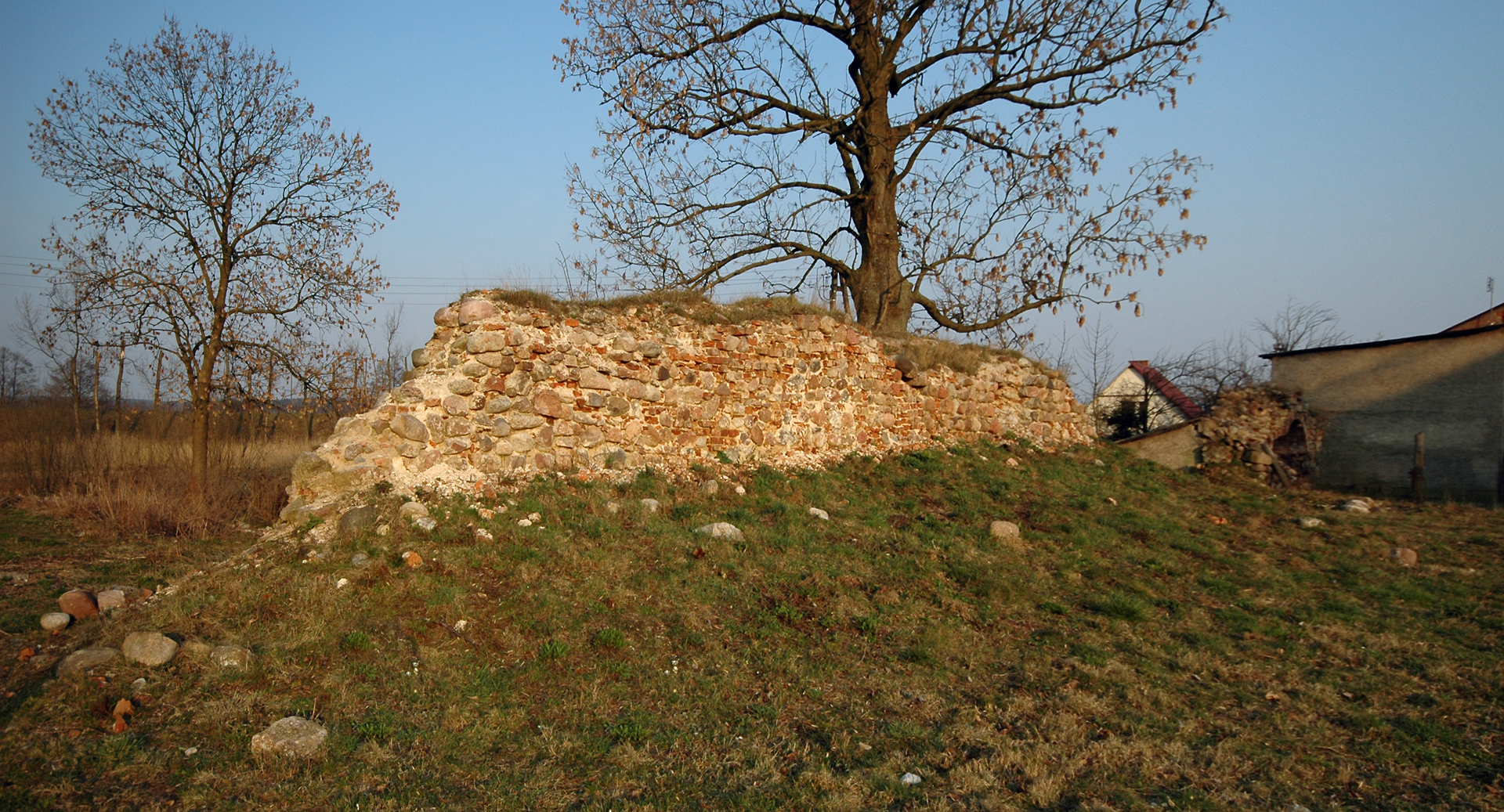
Pozostałości zamku
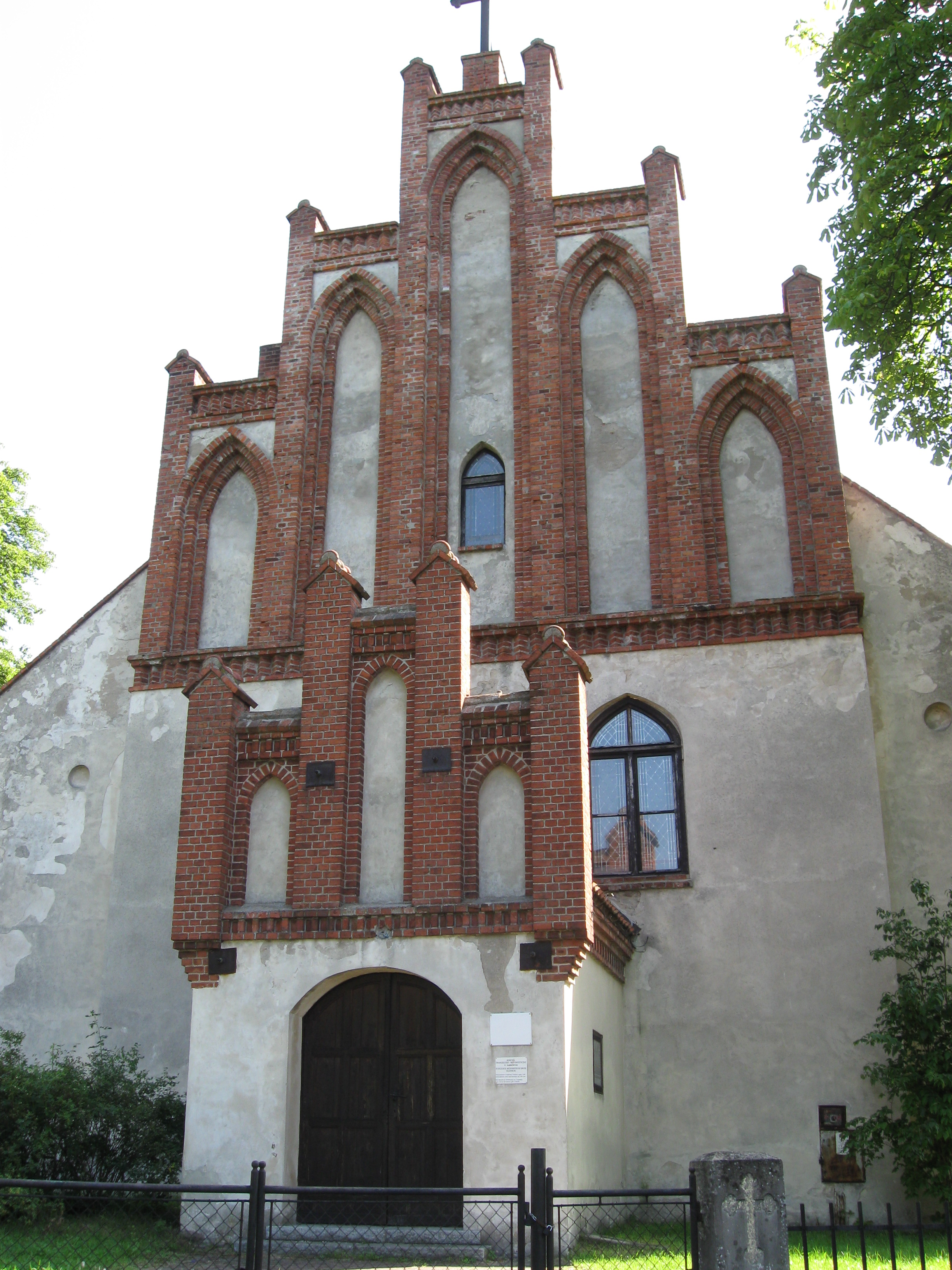
Kościół Ewangelicko-Metodystyczny
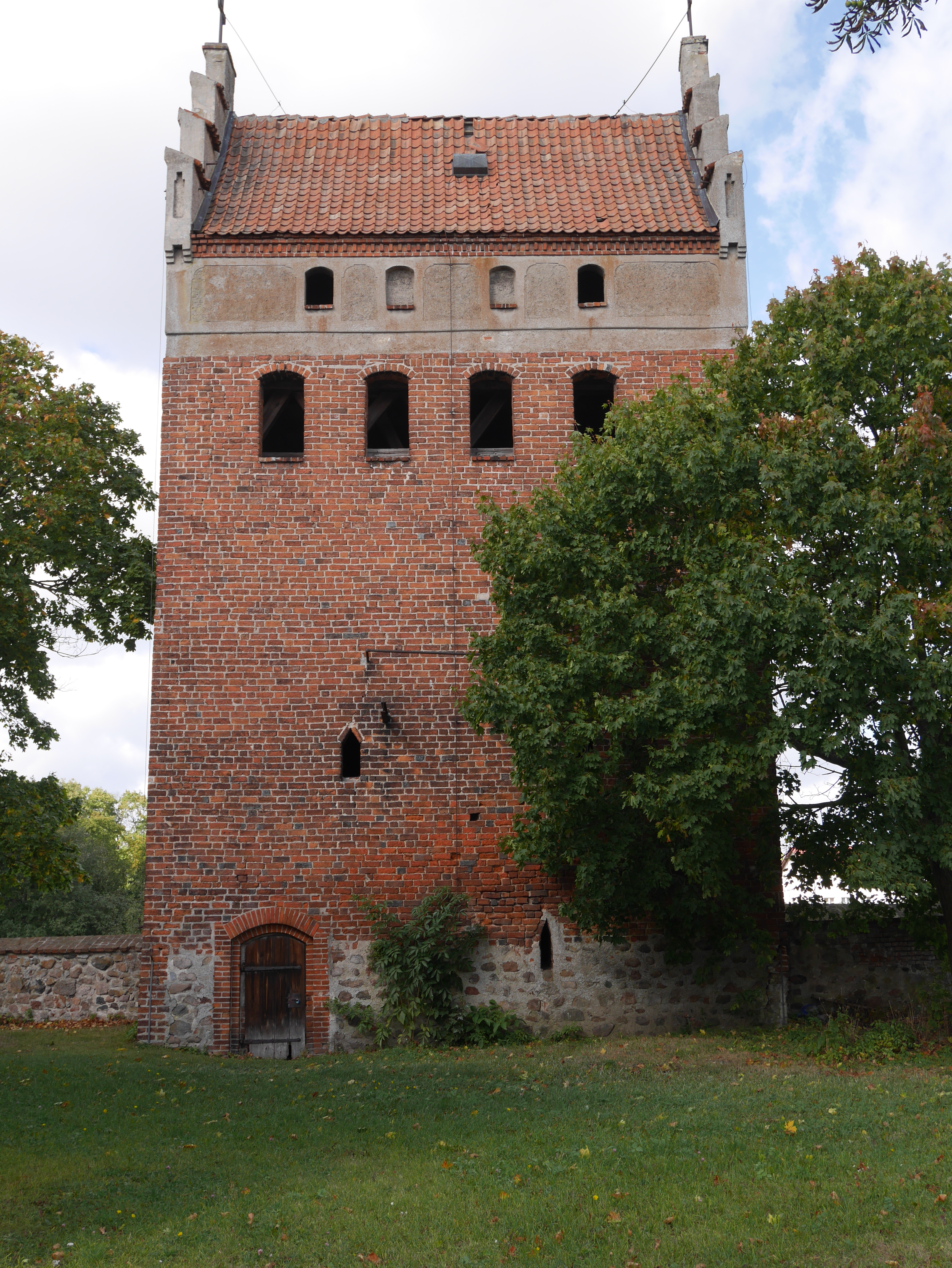
Baszta
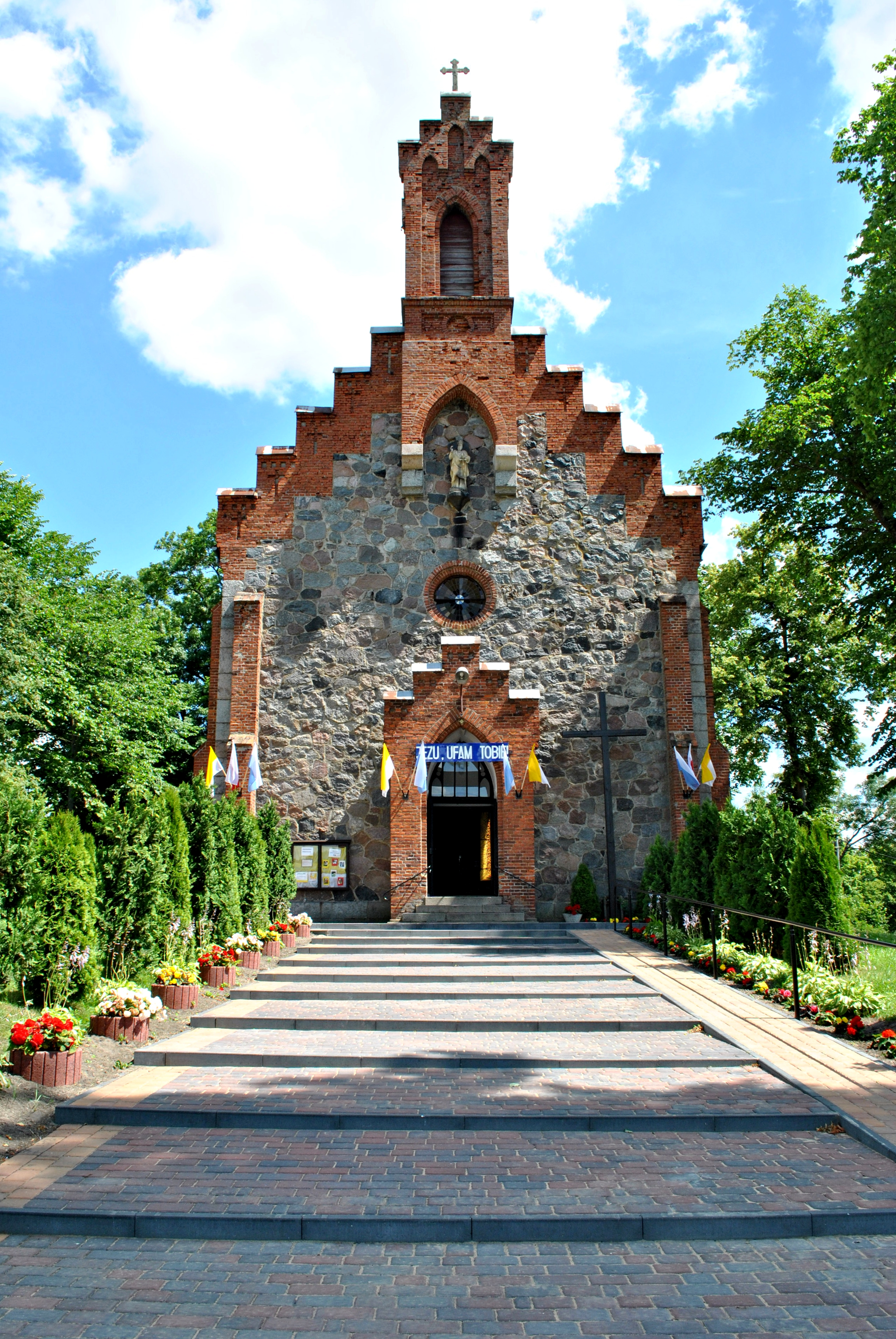
Kościół św. Jana Nepomucena
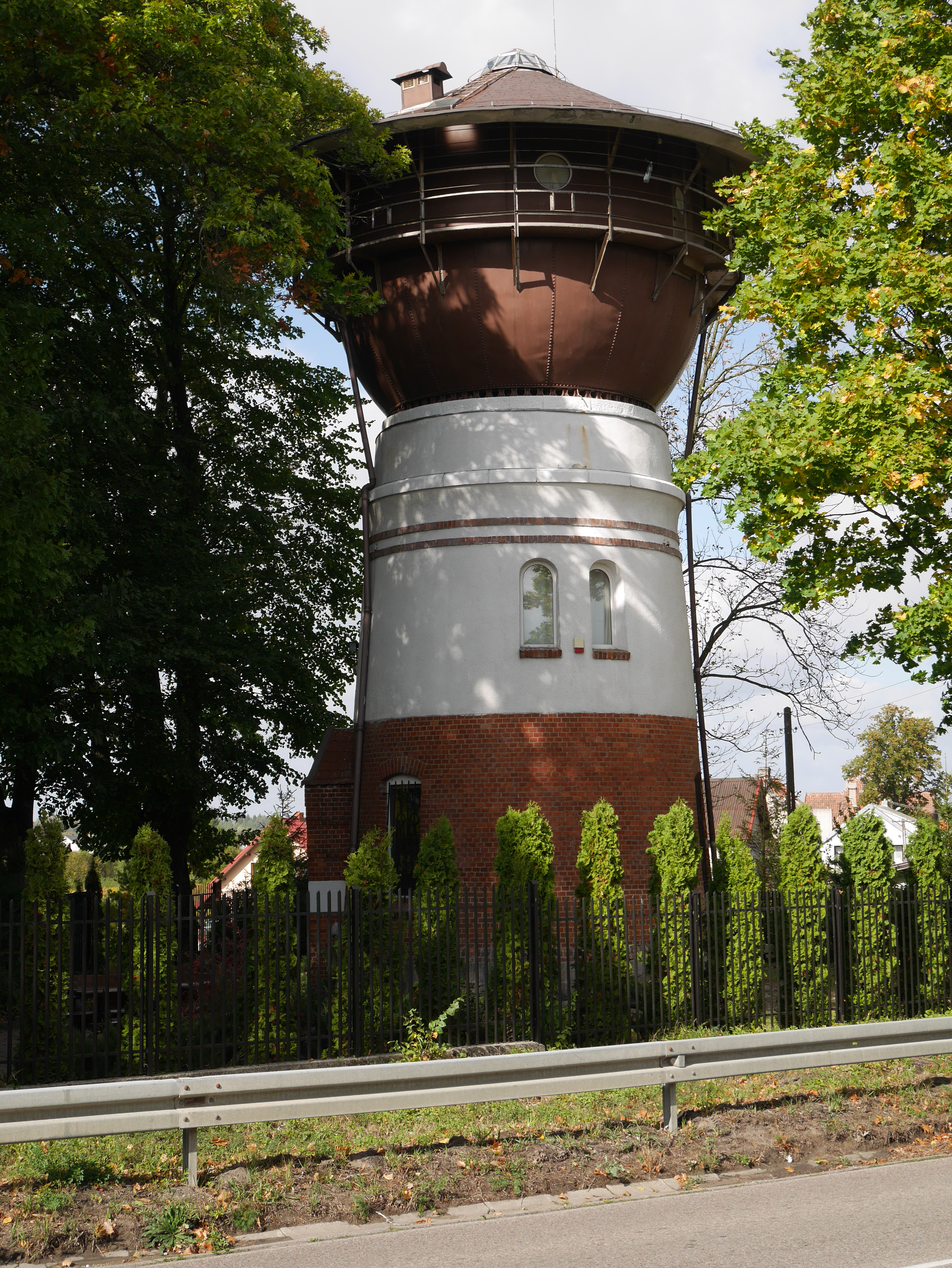
Wieża ciśnień
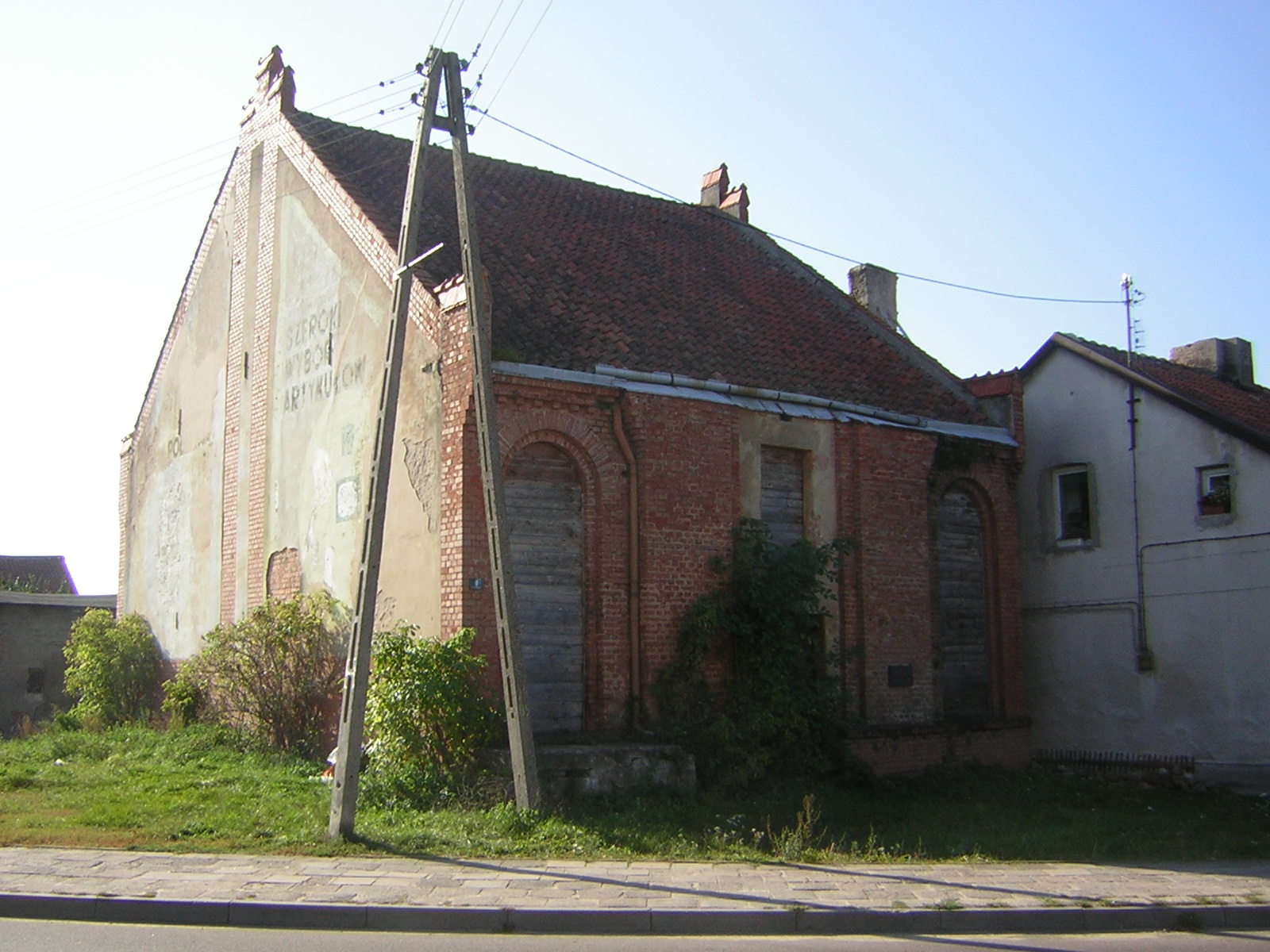
Dawna synagoga

## Religia

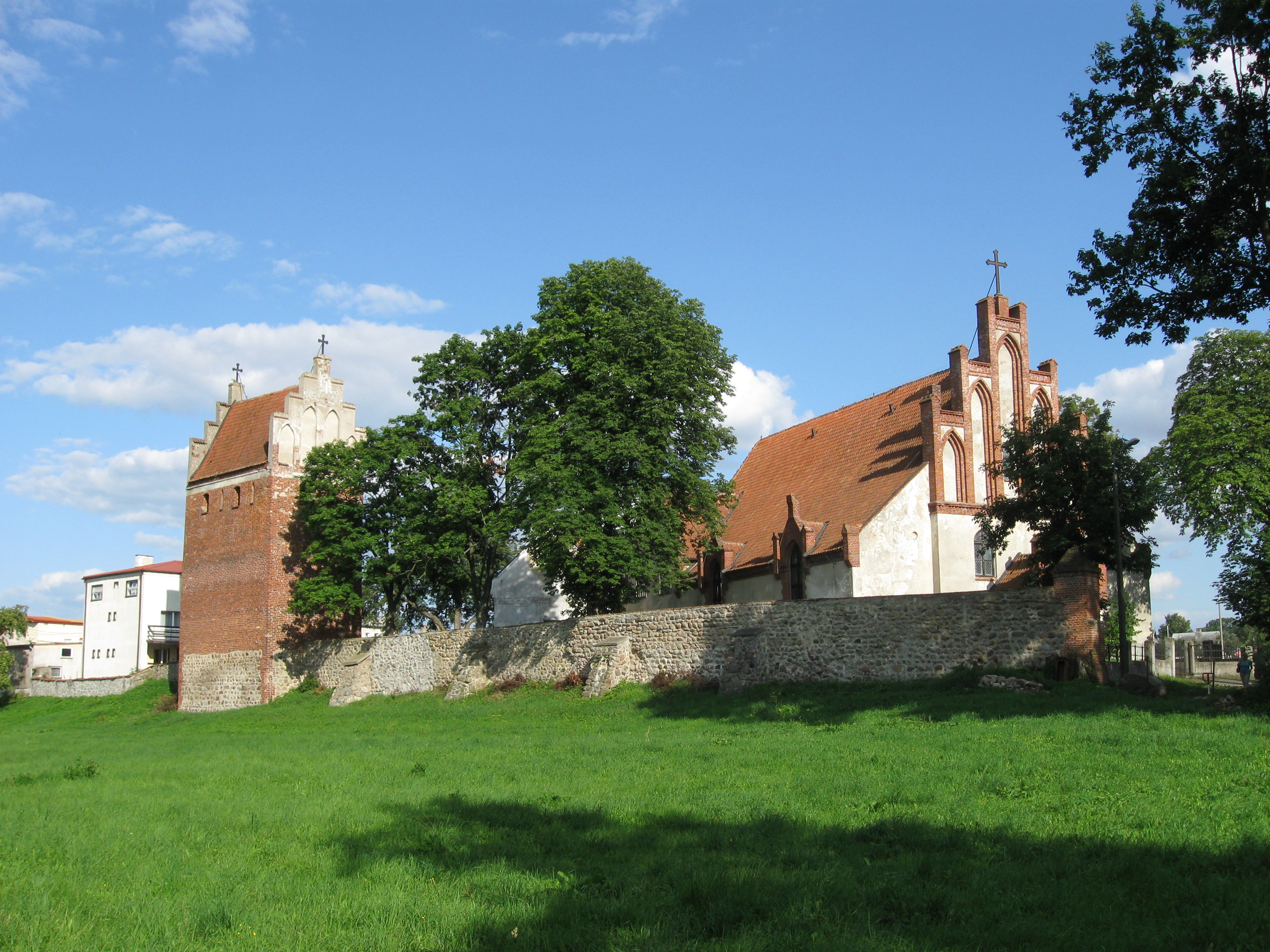
Kościół Ewangelicko-Metodystyczny

Na terenie Dąbrówna działalność duszpasterską prowadzą następujące kościoły:
- Kościół rzymskokatolicki – Parafia św. Jana Nepomucena i Niepokalanego Poczęcia Najświętszej Maryi Panny w Dąbrównie[9]
- Kościół Ewangelicko-Metodystyczny – Parafia Ewangelicko-Metodystyczna w Dąbrównie[10]

## Ludzie związani z miejscowością
- Jerzy Skrodzki – urodzony w Dąbrównie duchowny protestancki i pisarz religijny
- Krzysztof Haberkant (1704–1776) – urodzony w Dąbrównie pastor, lektor języka polskiego, tłumacz i pisarz
- Reinhold Haberkant (1734–1800) – urodzony w Dąbrównie tłumacz i poeta panegiryczny, syn Krzysztofa Haberkanta
- Andrzej Samuel – proboszcz i superintendent w Dąbrównie w  latach 1544–1547
- Fryderyk Mortzfeld – duchowny luterański, pisarz. W XVII w. uczęszczał do miejskiej szkoły.
- Antoni Wolszlegier (1853–1922) – działacz polityczny, społeczny i narodowy, w latach 1893–1898 był posłem do parlamentu polskie Warmii i Mazur. W latach 1892–1900 był proboszczem w Dąbrównie.